# Kallirhoe (Bad)

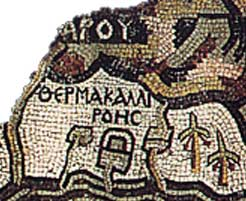
Kallirhoë auf der Madaba-Karte.

Kallirhoë (heute Ain az-Zara, arabisch عين الزارة) war ein antiker Kurort. Die archäologische Stätte befindet sich im heutigen Jordanien.
Eine 8 km lange Straße verband die Festung Machärus mit dieser Oase am Ostufer des Toten Meeres. In der Antike suchten wohlhabende Kranke diesen abgeschiedenen Ort mit seinen Thermalbädern, Villen, Palmen und Balsambäumen auf. Heute sprudeln hier noch ca. 40 warme Quellen.

## Name
Der antike Name Kallirhoë, altgr.: Καλλιρρόη, die „Schönfließende“, entspricht etwa dem deutschen „Schönbrunn“. Die arabische Bezeichnung der Ortslage Ain az-Zara (arabisch عين الزارة) wird entweder mit Blick auf die landwirtschaftliche Nutzung der Oase von zr, „säen“ abgeleitet, oder – wahrscheinlicher – von ursprünglich al-Ain az-Zahra, „die blühende/schöne Quelle“, was der griechischen Form genau entspricht.

## Beschreibung in antiken Quellen
Der jüdische Historiker Flavius Josephus berichtet, wie König Herodes, bereits schwer erkrankt, seine letzte Hoffnung auf die Quellen von Kallirhoë setzte: „Deshalb versuchte er es auch mit den heißen Quellen in Kallirhoë jenseits des Jordan; sie ergießen sich in das Tote Meer, sind aber süß und genießbar. Die Ärzte verordneten ihm Ganzbäder in warmem Öl, doch als sie ihn in die volle Wanne setzen wollten, da brach er entkräftet zusammen und verdrehte die Augen...“ (Bellum I,33,5)
Plinius der Ältere erwähnt den Kurort bei seiner Beschreibung des Ostufers des Toten Meeres: „An derselben Seite ist die warme Quelle Kallirhoe von besonderer Heilwirkung, die schon mit ihrem Namen den Ruhm des Wassers anzeigt.“ (Naturalis historia 5,72)

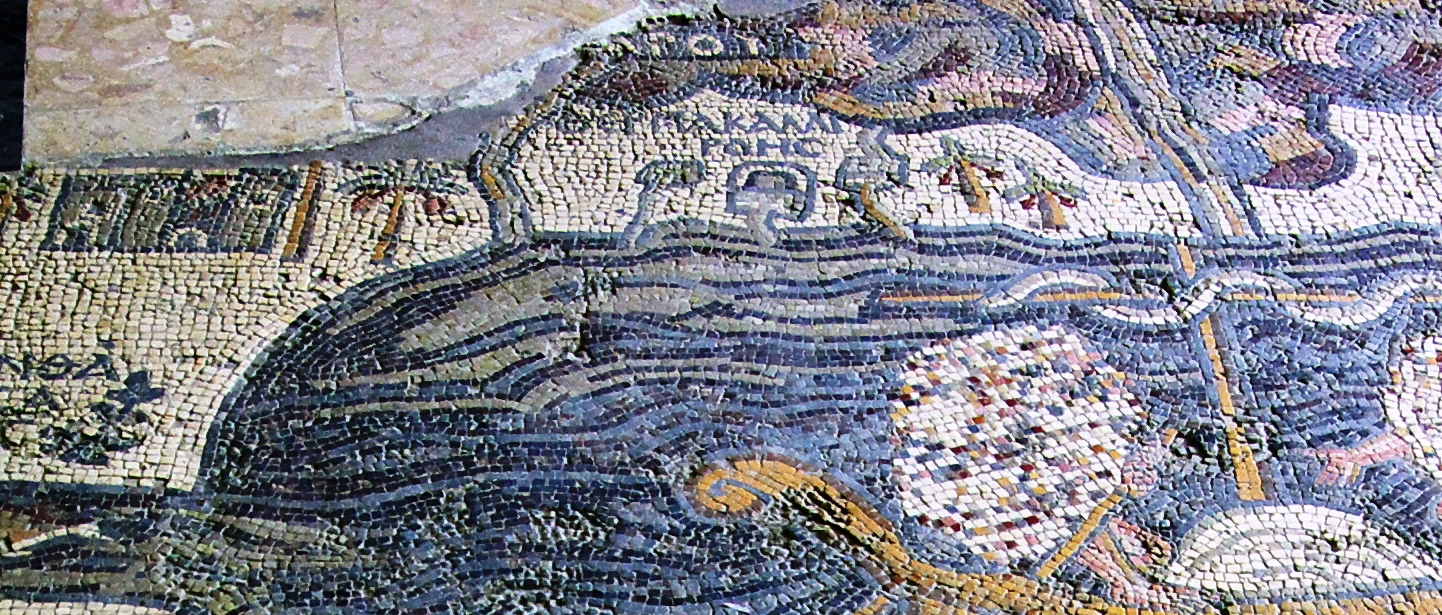
Das Ostufer des Toten Meeres auf der Madaba-Karte.

## Mosaikkarte von Madaba
Die Mosaiklandkarte von Madaba (6. Jahrhundert n. Chr.) bezeichnet den auch in der Spätantike noch bestehenden Kurort als „Therma Kallirhoës“. Man sieht eine kreisförmig gefasste Quelle, ein Gebäude mit Apsis, ein Wasserbecken mit Zufluss und zwei Palmen.

## Ausgrabungen
Die Details der Madaba-Karte lassen sich durch die Ausgrabungen nicht nachweisen. Das späteste Stratum der Grabungen datiert ins 5. Jahrhundert n. Chr.

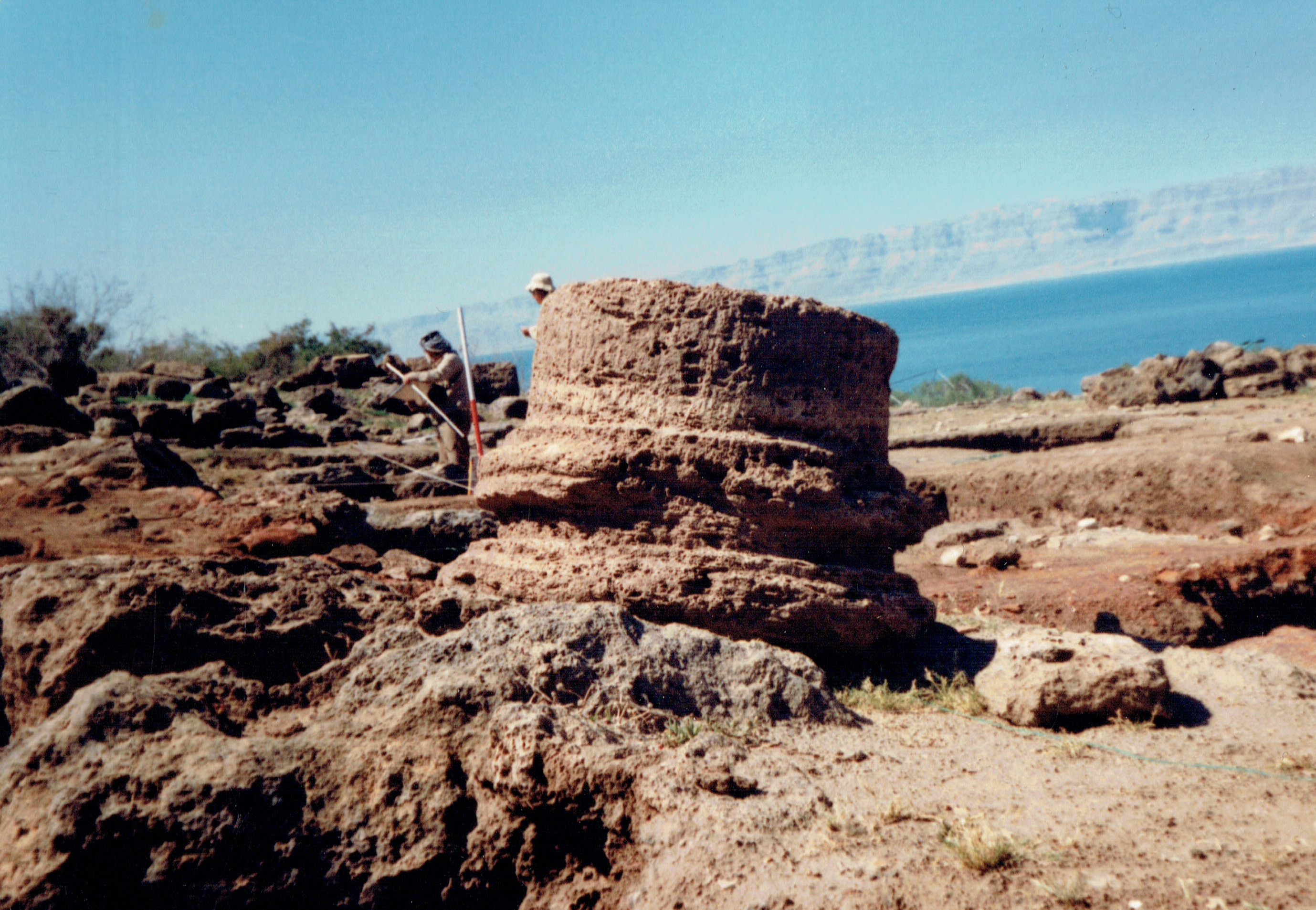
Basis einer Säule im ionischen Stil auf dem Areal des herodianischen Palastes in Kallirhoe

Die archäologische Stätte wurde in drei Kampagnen zwischen 1985 und 1989 von einem Team des Deutschen Evangelischen Instituts für Altertumswissenschaft des Heiligen Landes unter Leitung von August Strobel, Christa Clamer (1985, 1986) und Stefan Jakob Wimmer (1989) untersucht. Direkt am Ufer legte man Strukturen frei, die als Hafen interpretiert wurden. Etwa 150 m landeinwärts befanden sich mehrere Becken.
Besonders interessant war ein repräsentatives Gebäude mit zwei Flügeln beiderseits eines Gartens (oder einer Halle): die herodianische Villa Maritima. Im Südflügel gab es einen von Säulen umgebenen Innenhof, mehrere Räume mit Stuckdecken und ein großes Bassin, das von der Thermalquelle gespeist wurde. Dieses Gebäude wurde während des Jüdischen Krieges beschädigt, bestand aber weiter bis in die frühbyzantinische Zeit.